# Leichtathletik-Weltmeisterschaften 2009/Teilnehmer (Georgien)
| Gelbes Symbol für Goldmedaillen mit stilisierten Olympischen Ringen | Graues Symbol für Silbermedaillen mit stilisierten Olympischen Ringen | Braundes Symbol für Bronzemedaillen mit stilisierten Olympischen Ringen |
| ------------------------------------------------------------------- | --------------------------------------------------------------------- | ----------------------------------------------------------------------- |
| —                                                                   | —                                                                     | —                                                                       |

Der georgische Leichtathletik-Verband stellte zwei Athleten bei den Leichtathletik-Weltmeisterschaften 2009 in Berlin.

## Ergebnisse

### Männer

#### Laufdisziplinen
| Athlet         | Disziplin    | Vorlauf | Vorlauf | Halbfinale         | Halbfinale         | Finale             | Finale             |
| Athlet         | Disziplin    | Zeit    | Platz   | Zeit               | Platz              | Zeit               | Platz              |
| -------------- | ------------ | ------- | ------- | ------------------ | ------------------ | ------------------ | ------------------ |
| Dawit Ilariani | 110 m Hürden | 13,86 s | 39      | nicht qualifiziert | nicht qualifiziert | nicht qualifiziert | nicht qualifiziert |

### Frauen

#### Sprung/Wurf
| Athletin             | Disziplin   | Qualifikation | Qualifikation | Finale             | Finale             |
| Athletin             | Disziplin   | Weite/Höhe    | Platz         | Weite/Höhe         | Platz              |
| -------------------- | ----------- | ------------- | ------------- | ------------------ | ------------------ |
| Mariam Kewchischwili | Kugelstoßen | 17,95 m       | 14            | nicht qualifiziert | nicht qualifiziert |